# تونکین

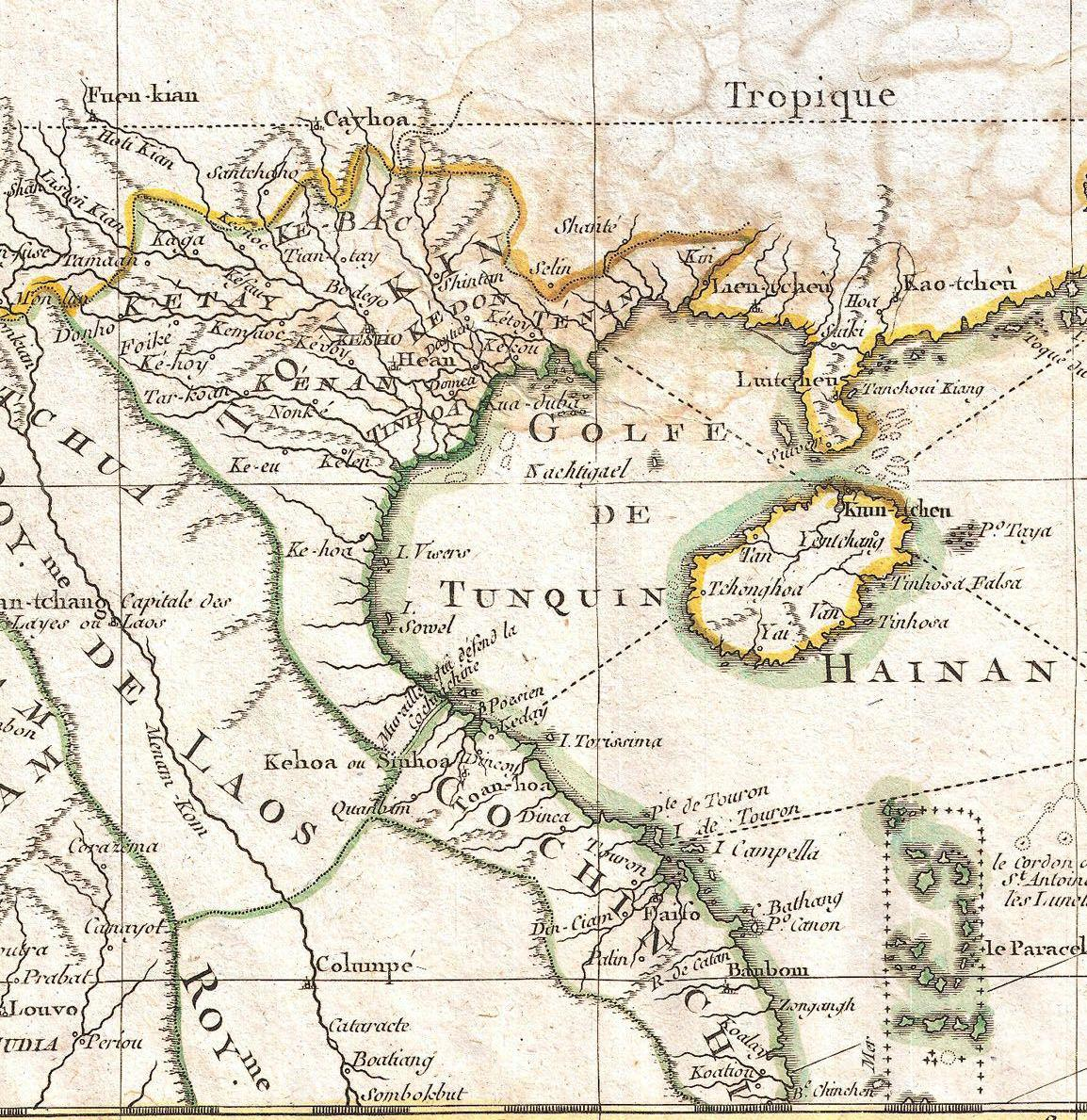

تونکین (انگلیسی: Tonkin) نام خارجی و داخلی اشاره به منطقه شمالی ویتنام دارد.